# Шиммельфениг, Александр
Александр Шиммельфениг (Alexander Schimmelfennig) (20 июля 1824 — 5 сентября 1865) — германский военный и политик, участник Германской революции, который эмигрировал в США и служил генералом федеральной армии во время гражданской войны.

## Ранние годы
Шиммельфениг родился в Бромберге (сейчас Быдгощ), на территории Великого княжества Познанского, в Пруссии. Он вступил в прусскую армию и служил в 29-м Пехотном полку (3-м Рейнском), а затем в 16-м Пехотном полку (3-м Вестфальском), который стоял в Кёльне. Там он познакомился с радикальными немецкими политиками, поддержал революцию 1848 года, был членом Пфальцского комитета, и организатором Пфальцского восстания 1849 года. Он участвовал в сражении при Ринтале 17 июня 1849 года и был дважды ранен. Он бежал в Швейцарию, и был заочно приговорён к смерти правительством Пфальца. В Швейцарии он познакомился с Карлом Шурцем и они вместе бежали через Париж в Лондон. В Англии он примкнул к немецкому демократическому движению, к той части Союза коммунистов, которую возглавлял Карл Шаппер, и которая находилась в оппозиции к основной части Союза под руководством Маркса и Энгельса.
В 1854 году Шиммельфениг эмигрировал в США, где поступил на инженерную службу в военный департамент. Он познакомился со многими немецкими эмигрантами, которые бежали в США после поражения революции 1848 года. В том же году Шиммельфениг опубликовал в Филадельфии свою книгу о Крымской войне «The War between Russia and Turkey».

## Гражданская война
Когда началась гражданская война Шиммельфениг и Шурц пытались набрать из немцев кавалерийский полк, но эта попытка сорвалась. Тогда Шиммельффениг начал набирать пехотный полк, так же полностью немецкий, который был назван 35-й Пенсильванский пехотный полк, но Шиммельфениг заболел, полк лишили его нумерации, и только к осени 1861 года полк был снова сформирован (14 сентября), назван 74-й Пенсильванский, а Шиммельфениг стал его полковником. Полк так же неофициально назывался «1-й Германский».
23 сентября во время марша через Филадельфию лошадь Шиммельфанига оступилась на мостовой и упала. Шиммельфениг сильно повредил голеностопный сустав. Его доставили в госпиталь, а полк временно возглавил майор Хамм. В те дни полк вошёл в состав бригады Бленкера. В госпитале он заразился оспой, но в середине октября смог возглавить полк. В ноябре Бленкер стал дивизионным командиром, а бригаду возглавил Генри Болен.
Весной и летом 1862 года бригада Болена действовала в долине Шенандоа. 22 августа полк Шиммельфенига участвовал в перестрелке у Фриманс-Форд на реке Раппаханок, где полк понёс большие потери, а бригадный генерал Болен погиб, поэтому Шиммельфениг принял командование бригадой, сдав полк майору Блессингу. На тот момент бригада состояла из трёх полков: 61-го Огайского, 74-го Пенсильванского и 8-го Западновирджинского.
В сентябре 1862 года Вирджинская армия была расформирована. Бригада Шиммельфенига стала частью дивизии Карла Шурца в составе XI корпуса Потомакской армии. 8-й Западновирджинский полк вывели из состава бригады и ввели в неё только что сформированный 157-й Нью-Йоркский полк. В итоге к началу Мэрилендской кампании бригада состояла из трёх полков:
- 61-й Огайский пехотный полк, полковник Ньютон Шлайх (с 23 сентября — Стивен Макгрорти)
- 157-й Нью-Йоркский пехотный полк, полковник Филип Браун Младший
- 74-й Пенсильванский пехотный полк, подполковник Адольф фон Хартунг

XI корпус не был задействован в мэрилендской кампании, и весь сентябрь 1862 года простоял около Сентервилла, охраняя подступы к Вашингтону. В ноябре 1862 года бригада Шиммельфеннига в составе корпуса участвовала в Фредериксбергской кампании, но корпус не был задействован в сражении при Фредериксберге.
В октябре в бригаду ввели 68-й Нью-Йоркский пехотный полк, а 9 ноября был введён 82-й Иллинойский пехотный полк. В результате в апреле 1863 года, перед сражением при Чанселорсвилле, бригада имела следующий вид: 
- - 82-й Иллинойсский пехотный полк, полк. Фредерик Геккер
  - 68-й Нью-Йоркский пехотный полк, полк. Готтфрид Бурри
  - 157-й Нью-Йоркский пехотный полк, полк. Филип Браун Мл.
  - 61-й Огайский пехотный полк, полк. Стивен Макгроарти
  - 74-й Пенсильванский пехотный полк, подп. Адольф фон Хартунг

В конце апреля 1863 года XI корпус участвовал в марше в обход левого фланга Северовирджинской армии, а с 1 мая, когда началось сражение при Чанселорсвилле, занимал позицию на правом фланге Потомакской армии. 2 мая фланг был атакован дивизией Томаса Джексона; дивизионный генерал Карл Шурц успел развернуть фронтом на запад несколько полков бригады Кржижановски, а затем и полки Шиммельфеннига, но эта позиция оказалась под ударом с флангов и полки Шиммельфеннига были быстро опрокинуты противником. Полковник Геккер был ранен в этом бою.

### Статьи
- Alfred C. Raphelson. Alexander Schimmelfennig: A German-American Campaigner in the Civil War // The Pennsylvania Magazine of History and Biography. — Southern Historical Association, 1963. — Т. 87. — С. 156-181.